# Jack Horner
John R. Horner, detto Jack (Shelby, 15 giugno 1946), è un paleontologo statunitense, studiò e diede il nome al Maiasaura, fornendo per primo le prove che i dinosauri accudivano i loro cuccioli.

## Biografia
Studiò geologia e zoologia presso la University of Montana ma a causa della dislessia non riuscì a concludere il percorso di studi (ricevette un dottorato ad honorem nel 1986 come riconoscimento per l'importanza delle sue scoperte). Le sue ricerche si sono concentrate soprattutto sullo sviluppo, sull'evoluzione e sui rapporti sociali dei dinosauri.
È stato consulente scientifico per il film Jurassic Park del regista Steven Spielberg, il quale si ispirò in parte a lui per la creazione del protagonista, il paleontologo Alan Grant interpretato da Sam Neil. Horner ha avuto lo stesso ruolo anche durante la creazione della serie tv Terra Nova di cui Spielberg era produttore.
Ricopre il ruolo di curatore del Museum of the Rockies situato a Bozeman in Montana e di ricercatore del National Museum of Natural History, oltre ad essere professore alla University of Montana.
Nel 2009 ha pubblicato il libro How to Build a Dinosaur: Extinction Doesn't Have to Be Forever con cui ha esposto il suo progetto di ricreare un dinosauro manipolando grazie all'ingegneria genetica il DNA di un pollo.
Il 15 gennaio 2012, a Las Vegas, il 65enne Horner ha sposato Vanessa Weaver, una studentessa di paleontologia di 19 anni alla Montana State University, volontaria nel suo laboratorio, dopo una frequentazione e relazione iniziata nel 2011. I due hanno divorziato qualche anno dopo, rimanendo però buoni amici.